# اتهام‌های اقتصادی دولت‌های نهم و دهم جمهوری اسلامی ایران

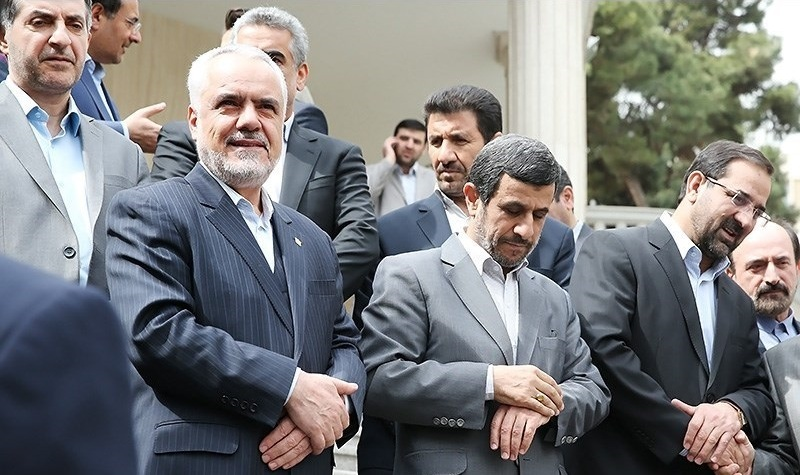
محمود احمدی‌نژاد (ردیف پایین، نفر وسط)، رئیس‌جمهور سابق ایران و تعدادی از اعضای هیئت دولت او پس از یک نشست در مرکز ریاست جمهوری، اسفند ۱۳۹۱

این مقاله به اتهامات مطرح شده دربارهٔ فساد اقتصادی در جمهوری اسلامی ایران در دوران ریاست جمهوری محمود احمدی‌نژاد می‌پردازد.
دکل نفتی ۸۷ میلیون دلاری، گم شدن سه نفت‌کش، رانت هفت هزار میلیاردی برای صرافان، فروش ده هزار متر زمین هتل هما، اختلال در نظام پولی و بانکی پرویز کاظمی وزیر رفاه و تأمین اجتماعی دولت و پرداخت تسهیلات ۶۰۰ میلیارد تومانی به حسین هدایتی، اختلاس بیمه ایران محمدرضا رحیمی معاون اول دولت، اختلاس مالی حمید بقایی معاون اجرایی دولت، اختلاس ۳ هزار میلیارد تومانی محمودرضا خاوری و مه‌آفرید امیرخسروی و بانک آریا، اخذ رشوه و تبانی در معاملات دولتی علیرضا عامری مدیرعامل مدیرعامل منطقه آزاد کیش و واردات خودروهای لوکس با ارزدولتی زمین‌خواری کامران دانشجو استاندار تهران، ماجرای توقیف طلا و ارز متعلق به ایران در ترکیه، اختلاس و دور زدن تحریم‌های بین‌المللی ایران و مسدود شدن مبالغ ارزی در بانک‌های خارجی و مالکیت ۶۴ شرکت داخلی و خارجی بابک زنجانی، فساد و انحلال سازمان مدیریت و برنامه‌ریزی، فساد مالی و واگذاری بخشی از سازمان تأمین اجتماعی سعید مرتضوی رئیس سازمان تأمین اجتماعی و ستاد مرکزی مبارزه با قاچاق کالا و ارز، بیش از ۱۷۵ میلیارد تومان بدهکاری مالی سید حسن میرکاظمی، تولید بنزین آلوده و پذیرش رشوه مسعود میرکاظمی وزیر نفت و بازرگانی دولت، اتلاف ۲۴ هزار میلیارد منابع برای بنگاه‌های زودبازده برداشت ۳ هزار میلیارد از بانک‌ها با دستور وی، فساد مالی مسعود زریبافان، فساد هشت هزار میلیاردی صندوق ذخیره فرهنگیان، اختلاس ۱۰۰ میلیارد تومانی در شرکت ملی نفت ایران، فساد مرتبط با دولت توسط پدیده شاندیز، فساد مرتبط به پتروپارس و افشا آن توسط موساک فونسکا، وجود دلالان مالی با نام جمشید بسم‌الله و رضا مصطفوی طباطبایی بورسیه‌های غیرقانونی وزارت علوم در دولت وی، وجود هشت مدیر دولت در پرونده فساد شرکت بازرگانی پتروشیمی ایران، استفاده تسهیلات ذخیره ارزی برای حمل و نقل ریلی و عمومی شهرها، فساد ۳۲ میلیاردی در وزارت علوم، فساد مالی محمد شریف ملک‌زاده دبیر شورای عالی ایرانیان، پرونده ۱۶ میلیارد تومانی دانشگاه جامع بین‌المللی ایرانیان، تخلف ۱۳ هزار میلیارد تومانی در شرکت غله و فروش زمین‌های فرودگاه بین‌المللی قشم، فساد در تعویض نفت خام با بنزین، تخلف و قاچاق کالا ابوالحسن فقیه رئیس سازمان حلال احمر، فساد ۱۵ میلیارد تومان سازمان هلال احمر، واردات پنج هزار و ۷۲۲ دستگاه لکسوس به ارزش ۲۰۲٫۵ میلیون دلار، ۶۲ دستگاه مازراتی به ارزش ۷٫۸۸ میلیون دلار، پنج هزار و ۶۷۶ دستگاه بنز به ارزش ۳۶۱ میلیون دلار و سایر برندهای دیگر ۸۲ هزار و ۳۹۷ دستگاه به ارزش یک میلیارد و ۷۸۹ میلیون دلار با ارز دولتی بخصوخص خانواده گرامی، خروج ۲۰ هزار میلیارد تومان از ایران توسط حمید بقایی معاون اجرایی دولت، فساد ۱۶۷ میلیارد و ۵۰۰ میلیون تومانی در بوشهر، فساد ۸۰ میلیارد تومانی در ستاد مدیریت حمل و نقل و سوخت، فساد ۴۰۰ میلیون دلاری در واردات لوازم هواپیما، مجوز به فرمانده نیروی انتظامی برای فروش نفت، فساد میلیون دلاری در بازار سیاه حجاب، فساد و بدهی ۳۵ میلیارد دلاری نفتی دولت در شرکت بازرگانی نفت ایران، تخلف و اختلاس ۳۲۴ میلیارد تومانی مرتبط به شرکت تبرک، اختلاس ۴۸۰ میلیارد ریالی در گمرک بوشهر، فساد ۱۳۸ میلیارد تومانی در سازمان میراث فرهنگی و گردشگری، پاداش ۴٫۷ میلیارد تومانی بانک‌های به هیئت مدیره کارآفرین، دی، سینا، پاسارگاد، پارسیان، سامان، اقتصاد نوین، تجارت و ملت در سال ۱۳۹۰، اختلاس ۱۲ میلیاردی در کمیته امداد همدان، برداشت‌های غیرقانونی وجوه و اموال شرکت سهامی عدالت کرمان، اعطای مجوز غیرقانونی در دو طبقه کردن جاده چالوس و هتل سماموس مازندران، تخلف در قرارداد پروژه خط آهن مشارکتی میان ایران و ترکمنستان موسوم به اترک-برکت، تخلف در تأمین هزینه‌های ساخت سالن برای اجلاس سران در استان‌های فارس و مناطق آزاد تا سقف ۴۵۰ میلیون یورو اختلاس و اهدا وام ۷۱ میلیون دلاری بانک‌های خصوصی هرمزگان و سمنان و پرداخت رشوه به کارکنان بانک ملی شعبه مرکزی کیش و بانک صادرات اهواز، واردات ۵۰۰ و ۳۰۰ دستگاه اتوبوس و خودرو سواری از چین بدون اخذ مجوز اتوسط دولت، فساد ۱۶۵ میلیون درهمی مرتبط به شرکت مهندسی و ساخت تأسیسات دریایی ایران، امتیاز سوآپ نفت به صادق محصولی وزیر رفاه و تأمین اجتماعی دولت، فساد مالی بهزاد ظهیری در ایران خودرو و نعمت‌الله پوستین دوز در سایپا، وام ۵۱۱ میلیارد و ۴۰۳ میلیون تومانی به محمد جواد اقدامیان و مهدی فلاحتیان، فروش هتل لاله، اهدا چند صد میلیون دلار ارز ارزان برای خرید اقلام ضروری و دارویی به بابک زنجانی، عدم پرداخت تسهیلات ۴۰ هزار میلیاردی خرید تضمینی گندم، عقد ۱۴ فقره قرارداد سرمایه‌گذاری به مبلغ ۵۱ میلیارد تومان با سه شرکت خاص، اهدای فیش‌های حقوقی به مدیران سینمایی، اخلال در نظام اقتصادی و ارزی علی دیواندری مدیرعامل سابق بانک‌های ملت و پارسیان، تملک منابع بانک سرمایه تا تصاحب دو مجتمع پتروشیمی توسط بهروز ریخته‌گران رد سال ۱۳۸۷، ایجاد پول سیاه و تخلیه پول در فرودگاه مهرآباد، ناپدید شدن ۱۲۶ هزار تن چای در سازمان چای کشور، تخلف در گروه صنعتی صفا در سال ۱۳۸۵، فساد علی‌محمد آزاد رئیس موسسات مالی البرز ایرانیان و ولیعصر و فساد ۵۰ میلیارد تومانی محمد سعیدی عضو تیم مذاکره اتمی در دولت، از جمله مفاسد و تخلفات مربوط به دولت مردان و خود او است.

## پرداخت دیه مقتول کهریزک از محل بودجه تأمین اجتماعی

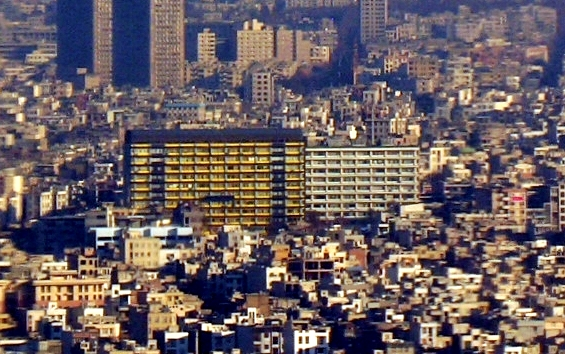
سعید مرتضوی دادستان تهران و متهم ردیف اول پرونده کهریزک بر اساس گزارش تحقیق و تفحص مجلس از محل بودجه تأمین اجتماعی که از محل پرداخت کارگران است هشتاد میلیون تومان به پدر امیر جوادی فر پرداخت و از وی رضایت گرفت.

۱۷ دی ۱۳۹۲: در جریان رسیدگی به پرونده اتهامات سعید مرتضوی دادستان تهران پیرامون مرگ امیر جوادی‌فر از جوانان بازداشتی در کهریزک، به‌طور ناگهانی پدر مقتول از سعید مرتضوی (که در هنگام محاکمه از سمت دادستانی خلع و توسط دولت احمدی‌نژاد به ریاست سازمان تأمین اجتماعی رسیده بود و متهم ردیف اول دادگاه مرگ جوادی فر بود) اعلام رضایت کرد. چند روز بعد آگهی‌هایی با امضای «تقدیر و تشکر کانون‌های کارگری و بازنشستگان سراسر کشور از اقدام ارزنده یکی از شکات پرونده کهریزک» در چندین روزنامه چاپ شد.
پس از پایان دولت محمود احمدی‌نژاد در گزارش نمایندگان مجلس از تحقیق و تفحص از سازمان تأمین اجتماعی در دوران تصدی مرتضوی اعلام شد که وی مبلغ بیش از هشتاد میلیون دیه جوادی فر را از محل دارای سازمان تأمین اجتماعی که متعلق به کارگران است پرداخته و آگهی‌های تشکر هم توسط وی و با هزینه تأمین اجتماعی در روزنامه‌ها پرداخته‌است.

## رانت هفت هزار میلیاردی برای صرافان
۸ مهر ۱۳۹۳ :ارسلان فتحی‌پور رئیس کمیسیون اقتصادی مجلس از رانت هفت هزار میلیارد تومانی سه صراف با همکاری بانک مرکزی خبر داد و گفت: سه صراف در سال ۹۰ با همکاری بانک مرکزی هفت هزار میلیارد تومان سود کرده‌اند که اکنون این رانت نسبت به پرونده سوءاستفاده مالی سه هزار میلیارد تومانی اهمیت بیشتری دارد.

## فروش ده هزار متر زمین هتل هما به همسر پیمانکار ایران ایر

خبرگزاری جمهوری اسلامی ادعا کرد که در دوران احمدی‌نژاد ده هزار متر از زمین‌های هتل هما که ۳۰۰ میلیارد تخمین زده شده به قیمت ۴۷ میلیارد به همسر یکی از پیمانکاران ایران ایر واگذار شده

۲۶ مهر ۱۳۹۳: خبرگزاری جمهوری اسلامی ایران در گزارشی اعلام کرد که در دوران ریاست جمهوری محمود احمدی‌نژاد ایران ایر برای تأمین مالی خود ده هزار متر از زمین‌های هتل هما را (که شامل مساحت پارکینگ و زمین پشت هتل هما جهت تأسیسات هتل است) به یک زن خانه‌دار فروخته‌است. همسر این زن از پیمانکاران اصلی ایران ایر است و این زمین‌ها را بنام همسر خانه‌دار خود خریداری کرده‌است. با این اقدام دولت احمدی‌نژاد این هتل عملاً بدون پارکینگ و تأسیسات می‌ماند. بنا به این گزارش این زمین که در یکی از بهترین نقاط تهران است در سال ۹۰ حداقل ۳۰۰میلیارد تومان ارزش داشت اما ایران ایر آن را به قیمت تنها ۴۷ میلیارد به خانم 'ع' فروخت، این در حالی است که قیمت همین زمین در حال حاضر حداقل دو برابر شده‌است.

## دکل نفتی ۸۰ میلیون دلاری

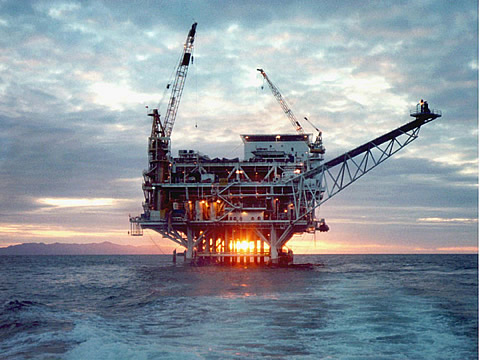
دکل نفتی یکی از جنجالی‌ترین مباحث دولت دهم بود

۱ آبان ۱۳۹۳: ۱۴ نماینده مجلس ایران ۲۹ مهرماه ۱۳۹۳، در نامه‌ای به رئیس مجلس ایران خواستار پیگیری وضعیت این دکل نفتی شدند. به گفته آنان این دکل نفتی در سال ۱۳۹۰ به قیمت ۸۷ میلیون دلار توسط یک شرکت ترکیه‌ای به شرکت زیرمجموعه وزارت نفت ایران فروخته شده، اما هنوز تحویل این شرکت نشده‌است. بیشتر پول خرید دکل دریایی GSP FORTUNA توسط شرکت تأسیسات دریایی با دلالی رضا مصطفوی طباطبایی پرداخت شد. نادر قاضی‌پور، نماینده ارومیه و از امضاکنندگان این نامه، نیز گفته‌است این دکل در یک «کشور همسایه» به کار گرفته شده‌است. در ۹ اردیبهشت ۱۳۹۴ مشخص شد که این دکل در ابتدا به امارات و سپس در فوریه سال ۲۰۱۴ به خلیج مکزیک گسیل و مشغول عملیات حفاری شده‌است تا قرارداد ۸۹۴ روزه شرکت پمکس و شرکت GSP را اجرایی کند. رستم قاسمی، وزیر نفت وقت، مدعی شد که این دکل متعلق به بنیاد تعاون ناجا و صندوق بازنشستگی صنعت نفت بود و وزارت تحت امر وی، نقشی در خصوص خرید و واگذاری ایت دکل نداشته‌است.
رئیس سازمان بازرسی کل کشور در ۹ تیر ۱۳۹۴ گفت: «اصل موضوع گم‌شدن ۸۷میلیون دلار در خرید یک دکل نفتی صحت دارد… امروز آخرین گزارش سازمان بازرسی درخصوص این موضوع به مراجع قضایی ارسال شد.»

## گم شدن ۳ فروند کشتی
در دولت احمدی‌نژاد ۸ فروند نفتکش غول پیکر ایران بدون امضای قرارداد حقوقی در اختیار یک تبعه یونانی قرار گرفت که وی با سوءاستفاده از موقعیت، هر ۸ فروند کشتی نفتکش را به همراه محموله‌های نفتی موجود در آن در اختیار گرفته و از حوزه جغرافیایی کشور خارج کرد.
با پایان دولت احمدی‌نژاد و روی کار آمدن دولت جدید، پس از برکناری مسئولین مرتبط با این تخلف و فعالیت‌های مداوم دولت یازدهم، ۵ فروند از این کشتی‌ها به کشور بازگردانده شد. اما ۳ فروند از این نفتکش‌ها کماکان مفقود است.
در بررسی‌های صورت گرفته مشخص شد این سه فروند نفتکش توسط تبعه یونانی به فروش رسیده و در نتیجه بالغ بر یکصد میلیون دلار از اموال ملی از بین رفته‌است.
بنابر گزارش خبرگزاری ایلنا، تبعه یونانی مذکور با ترفندی خاص به ایران آورده شد که به محض ورود، در فرودگاه دستگیر شد و پرونده در دادستانی تهران در حال رسیدگی است.

## چندهزار مورد بورسیه غیرقانونی و تخلف
۲ آبان ۱۳۹۳ :در پی روی کار آمدن دولت حسن روحانی گزارش از وجود تخلفات عظیم در بورسیه‌ها منتشر شد. اندکی بعد وزیر علوم حسن روحانی توسط نمایندگان مجلس که اکثریت آنان را اصولگرایان تشکیل می‌دادند استیضاح گردید. وزارت علوم نهایتاً در ۲ آبان گزارش بررسی بورسیه‌های دولت محمود احمدی‌نژاد را منتشر ساخت که حاکی از صدها مورد تخلف بود. از ۳۷۷۲ بورسیه شده در حد فاصل سالهای ۸۸ تا ۹۲، (دوران دولت احمدی‌نژاد)، بورس ۸۸۹ تن (۸۴۰ تن از کسانی که از روش تبدیل خارج به داخل بورس شده بودند + [به اضافه] ۲۳ تن از ایثارگرانی که شرایط مندرج در بخشنامه صادر شده برای این قشر را نداشتند + ۲۶ تن که به علل گوناگون از جمله عدم شروع تحصیل، انصراف و… پرونده‌شان مختومه شده)، لغو شده و باید هزینه‌های پرداخت شده را به وزارت علوم بازگردانند و بورس ۱۶۸۹ تن دیگر در آستانه لغو است، چون تا این لحظه واجد شرایط دریافت بورس نیستند.
این گزاش عصبانیت اصولگرایان را در پی داشت از جمله صداوسیما که در کنترل اصولگرایان است تلاش کرد وانمود کند که در میان بورسیه‌ها فقط ۳۶ مورد ایراد داشته‌است.

بر اساس گزارش وزارت علوم، جلسه شورای مرکزی بورس مورخ ۹۱/۵/۳ که در دفتر وزیر علوم احمدی‌نژاد (کامران دانشجو) برگزار شده اعلام می‌شود: 
روش پذیرش از طریق تبدیل به داخل، نه تنها تبعیض آمیز نیست بلکه عین عدالت است. افرادی که وفاداری خود را در برهه‌های حساس … نشان داده‌اند بایستی در اولویت باشند. تفاوت بر اساس عملکرد افراد است. اگر تفاوت قائل نشویم، تبعیض و ظلم آشکار است.

## فساد ۴۰۰ میلیون دلاری در واردات لوازم هواپیما
۱۵ آبان ۱۳۹۳ :موید حسینی صدر نماینده خوی در مصاحبه‌ای با روزنامه شرق که روز پنج‌شنبه، ۱۵ آبان، منتشر شد دربارهٔ جزئیات این «تخلف» گفت: «مستندات نشان از آن دارد که فرد بدهکار و متخلف از دوستان نزدیک بابک زنجانی است که با یکی از مسئولان دولت احمدی‌نژاد نیز روابط حسنه‌ای داشته و از سوی رحیم مشایی سفارش شده‌است.»

## فساد ۱۲ هزار میلیارد تومانی بانکی
۱۶ آذر ۱۳۹۳:وزیر اقتصاد از رویداد یک فساد مالی ۱۲ هزار میلیارد تومانی در شبکه بانکی کشور در دوران دولت احمدی‌نژاد از طریق ضمانت نامه‌های بانکی جعلی خبر دادند و گفتند که اقدامات قضایی صورت گرفته‌است.

## بازداشت معاون سازمان جنگل‌ها، مراتع و آبخیزداری
۱۳ اسفند ۱۳۹۳: سازمان جنگل‌ها اخبار منتشره پیرامون بازداشت معاون این سازمان که در دولت احمدی‌نژاد منصوب گردیده بود به اتهام فساد و فروش غیرمجاز اراضی منابع طبیعی را تأیید کرد.

## بدهی ۳۵ میلیارد دلاری شرکت نیکو به شرکت ملی نفت ایران
اکبر ترکان اعلام کرد ۳۵ میلیارد دلار از سپرده‌های بانک مرکزی، نزد شرکت نیکو است. شرکت نیکو از زیر مجموعه هی شرکت نفت ایران است که در سوئیس مستقر است. دولت و مجلس جلسات محرمانه‌ای را برای پیگیری موضوع برگزار کرده‌اند.
در مقابل سایت عصر نفت نوشت که این مبالغ با کسب مجوز از مقامات برای سرمایه‌گذاری در صنعت نفت کشور وام به این شرکت وام داده شده‌است.

## فساد ۳۲ میلیاردی در وزارت علوم
فروردین ۱۳۹۴ :رسانه‌ها از شناسایی درتخلف اداری و مالی ۳۲ میلیاردی در صندوق رفاه دانشجویی وزارت علوم خبر دادند.
مسئول وقت این صندوق با ارسال جوابیه‌ای به روزنامه شرق موضوعات مطرح‌شده در گزارش را تکذیب کرد.

## دستگیری بقایی
خرداد ۱۳۹۴ :حمیدرضا بقایی معاون احمدی‌نژاد توسط قوه قضائیه بازداشت گردید. یک منبع قضایی در این باره به تسنیم گفت:آقای بقایی از مدت‌ها قبل توسط دستگاه قضایی احضار شده بود اما به این احضاریه بی‌توجهی می‌کرد که در نهایت این بی‌توجهی به احضاریه و خودداری از حضور در مرجع قضایی، منجر به بازداشت وی شد.

## ناپدید شدن ۱۲۶ هزار تن چای در سازمان چای کشور
۳ تیر ۱۳۹۴: مجلس بررسی عملکرد سازمان چای و موضوع ناپدید شدن ۱۲۶٬۰۰۰ تن چای در سازمان چای کشور در دوران دولت احمدی‌نژاد را آغاز کرد. همچنین ۵۲٬۰۰۰ تن چای غیرقابل شرب انسان که باید کود می‌شده‌است نیز توزیع گردیده‌است. صدور حواله کیلویی سوم برای شرکت‌های پیشتازان و ایرانیان در سال‌های ۱۳۸۹ و ۱۳۹۰ نیز توانسته ضربه سنگینی به تولید داخل وارد کند. صدور حواله برای شرکت دیگری بدون اینکه مبلغی پرداخت یا خریدی صورت گرفته باشد و همچنین عدم پرداخت مطالبات چایکاران تا به حال که دوره جدید برداشت هم صورت گرفته‌است از دیگر تخلفات این سازمان عنوان شده‌است.

## تخلف ۱۳ هزار میلیارد تومانی در منطقه آزاد قشم
۷ تیر ۱۳۹۳ : شهریار مشیری مدیر منطقه آزاد قشم در دولت حسن روحانی طی مصاحبه‌ای با روزنامه شرق از تخلف ۱۳ هزار میلیارد تومانی در دولت احمدی نزاد خبر داد که مربوط به فروش زمین‌های فرودگاه قشم و بندر درگهان بوده‌است. به گفته وی: «۲۰ هزار هکتار از اراضی این فرودگاه را در زمان مدیریت آقای موسوی- از مدیران منصوب منطقه آزاد از سوی حمید بقایی- برای شهرک‌سازی و کاربری مسکونی، با عنوان پروژه شهرک طلایی (Golden City) واگذار می‌کنند. زمین را قیمت کرده و همان موقع آن را متری ۹۰ هزار تومان می‌فروشند. تحقیقات ما نشان داد زمین آن سوی خیابان- مجاور فرودگاه- همان موقع متری ۸۰۰ تا ۹۰۰ هزار تومان فروش می‌رفته‌است. تخلف دیگر اینکه بدون آنکه پول بگیرند، زمین را به قیمت ۱۷ میلیارد تومان و با اقساط هفت‌ساله و از دم قسط فروخته‌اند و هیچ پیش‌پرداختی در کار نبوده‌است.»
شرکت خریدار این زمین‌ها به گفته وی در هنگام خرید ثبت نشده بوده و قرار داد صوری بوده‌است.

## تخلفات بنیاد شهید
مجلس در سال ۱۳۹۲ تحقیق و تفحص از بنیاد شهید را تصویب کرد. غلامعلی جعفرزاده رئیس کمیته تحقیق و تفحص مجلس از بنیاد شهید خرداد ۱۳۹۳ دراین‌باره می‌گوید: «حجم فسادهای مالی آنقدر زیاد است که می‌ترسیم اگر آنها را افشا کنیم مردم شوکه شوند.»

## گم شدن اسناد تاریخی و کتاب‌های خطی سازمان میراث فرهنگی
برخی از کارکنان سازمان میراث فرهنگی گزارش داده بودند که ۴۸ هزار سند تاریخی و کتاب خطی هنگام انتقال سازمان میراث فرهنگی از تهران به شیراز در زمان ریاست حمید بقایی گم شده یا به تاراج رفته‌اند. بر پایه برآورد کارشناسان از کنار فروش این آثار تاریخی ناپدید شده در بازار سیاه دست‌کم ۴۸۰۰ میلیارد تومان عاید غارتگران شده‌است.

## پاداش ۲۶ میلیارد ریالی احمدی‌نژاد به یارانش
در تیر ماه ۱۳۹۵ اسحاق جهانگیری معاون اول رئیس‌جمهور دولت یازدهم از ماجرای اعطای پاداش توسط محمود احمدی‌نژاد به مقامات دولتی در دولت دهم تحت عنوان اعطای نشان ملی پرده برداشت. این پاداشها که در مجموع دو میلیارد و ششصد و پنجاه و سه میلیون تومان بوده‌است در مراسمی که مخفیانه برگزار شد به مدیران و وزیران دولت دهم از طرف محمود احمدی‌نژاد اهدا شده‌است.

## دانشگاه جامع ایرانیان
چگونگی موافقت شورای انقلاب فرهنگی با تأسیس این دانشگاه و اتهام استفاده از رانت که از سوی برخی منقدین مطرح شد و همچنین اتهام فساد مالی ناشی از انتقال ۱۶۰ میلیارد ریال از بودجه نهاد ریاست جمهوری در روز آخر فعالیت دولت و سایر منابع مالی و امکانات، این دانشگاه را در مظان فساد مالی قرار داد. همچنین کوچ احمدی‌نژاد و مهره‌های کلیدی دولتش به این دانشگاه پس از پایان ریاست جمهوری در کنار ابهامات و سوالات دربارهٔ چگونگی اخذ مجوز تأسیس دانشگاه، باعث جنجالی شدن آن در تابستان ۱۳۹۲ شد.

## فساد هشت هزار میلیاردی در صندوق ذخیرهٔ فرهنگیان
اختلاس ۸۰۰۰ میلیاردی صندوق فرهنگیان مربوط به دولت احمدی‌نژاد است و محمود صادقی عضو کمیسیون آموزش و تحقیقات مجلس در این باره می‌گوید: «مسئولان صندوق فرهنگیان اعلام کردند در سال ۹۲ هنگامی که این صندوق را از مسوولان پیشین تحویل گرفتند، این صندوق در بازه زمانی سال‌های ۸۶ تا ۹۲ مبلغ ۴۰۰۰ میلیارد تومان دارایی معدوم‌الوصول داشته‌است.»
وی همچنین از اعطای ۳۲۰۰ میلیارد وام معدوم‌الوصول به ۳ نفر در دولت احمدی‌نژاد خبر داد.

## مجوز به فرماندهٔ نیروی انتظامی برای فروش نفت
به گفتهٔ احمدی مقدم فرماندهٔ سابق نیروی انتظامی، احمدی‌نژاد مجوز فروش نفت را به نیروی انتظامی برای جبران کسری بودجه داده بود که پول آن هنوز به خزانه بازنگشته است. در این پروندهٔ فروش غیرقانونی و به علت بدهی نفتی برای احمدی مقدم، فرماندهٔ سابق نیروی انتظامی در دورهٔ احمدی‌نژاد، حکم انفصال از خدمت صادر شد.

## دیدگاه‌ها
مهدی پازوکی اقتصاددان و استاد دانشگاه معتقد است که دولت احمدی‌نژاد فاسدترین دولت پس از انقلاب بوده که ایران را ربع قرن به عقب برد. به عقیده فرشاد مؤمنی استاد اقتصاد دانشگاه علامه طباطبایی فساد سیاسی عامل فساد اقتصادی در دولت وی بود.
اسحاق جهانگیری معاون اول روحانی نیز معتقد است که بزرگترین فساد قرن در دولت احمدی‌نژاد رویداده است. وی همچنین گزارش تهیه شده از سوی رئیس مجلس پیرامون فساد در دولت احمدی‌نژاد را تکان دهنده خواند.
هاشمی رفسنجانی رئیس فقید مجمع تشخیص مصلحت نظام هم معتقد بود مشکلات دولت روحانی از مشکلات کشور پس از جنگ هم بیشتر است: «مشکلاتی که از دولت قبل برای ایشان باقی‌مانده، انصافاً از مشکلاتی که ما در جنگ تحویل گرفتیم، بدتر است. ما در جنگ خسارات و رکود و اوضاع بد سیاست خارجی را تحویل گرفتیم و الان مشکلات و علاوه بر همه اینها، فساد هم هست که خیلی دامنگیر شده»